# Karl Tinzl
Karl Tinzl (Silandro, 4 ottobre 1888 – Bolzano, 11 luglio 1964) è stato un politico italiano, altoatesino di lingua tedesca, già cittadino austro-ungarico e tedesco.
È stato Obmann della Südtiroler Volkspartei dal 1954 al 1956.

## Biografia
Nato come cittadino austriaco nel 1888, si laureò in giurisprudenza all'Università di Innsbruck e partecipò alla prima guerra mondiale tra le file dell'esercito austro-ungarico, col grado di tenente e di primo tenente.
Dopo l'annessione del Trentino-Alto Adige al Regno d'Italia, nel 1919 fu tra i fondatori del Deutscher Verband, raggruppamento politico nato per dare rappresentanza unitaria alla popolazione di lingua tedesca, col quale venne eletto nel 1921 alla Camera dei Deputati. Fu riconfermato alla Camera anche nella XXVII Legislatura, sempre da rappresentante del Deutscher Verband.
Nel 1939 Tinzl, pur contrario in linea di principio alle opzioni di cittadinanza, essendo favorevole all'annessione al Terzo Reich scelse la nazionalità tedesca, ma non espatriò e rimase a Bolzano. Nel 1941 fu attivo come funzionario della Arbeitsgemeinschaft der Optanten für Deutschland (l'associazione che raggruppava gli optanti per la Germania) e nel 1943, a seguito dell'occupazione nazista della Provincia di Bolzano e la creazione della Operationszone Alpenvorland, fu inquadrato nell'amministrazione locale e il 4 dicembre, dopo la morte del prefetto Peter Hofer durante un bombardamento alleato su Bolzano, fu nominato commissario prefettizio della città..
Nel 1945 dopo l'occupazione alleata, Tinzl fu degradato a ruolo di vicecommissario prefettizio e infine esautorato da tale ruolo dai membri del CLN. Fu tra i fondatori della Südtiroler Volkspartei. Apolide al momento della caduta del Terzo Reich, Tinzl riacquisì la cittadinanza italiana nel 1952 e poté così svolgere nuovamente attività politica: fu infatti eletto deputato nelle liste SVP per la II Legislatura e senatore per la III legislatura della Repubblica Italiana. Dal 1954 al 1956 fu anche presidente (Obmann) del partito.